# Hans Albers
Hans Philipp August Albers (22. september 1891 i Hamburg – 24. juli 1960 i Kempfenhausen ved Starnberg) var en tysk skuespiller og sanger.
Albers voksede op i Hamburg. Efter 1. verdenskrig flyttede han til Berlin, hvor han avancerede som skuespiller ved forskellige scener og ved Komische Oper. Samtidig medvirkede han i omkring hundrede stumfilm og fra 1929 i mange tyske tonefilm, blandt andet i klassikeren Der blaue Engel (1930) med Marlene Dietrich og Emil Jannings. I 1934 spillede Albers titelrollen i Fritz Wendhausens filmatisering af Ibsens skuespil Peer Gynt. Han havde også hovedrollen i farvefilmen Baron von Münchhausen fra 1943.

## Filmografi

### Danske
- 1911 – Den sorte drøm

### Tyske
| - Der Mut zur Sünde (1918) instruktør Heinrich Bolten-Baeckers og Robert Leffler, med Olga Desmond og Guido Schützendorf - Eine Dubarry von heute (1926) instruktør Alexander Korda, med Maria Corda, Alfred Abel, Marlene Dietrich - Prinzessin Olala (1928) instruktør Robert Land, med Walter Rilla, Marlene Dietrich - Asphalt (1929) instruktør Joe May, med Albert Steinrück, Gustav Fröhlich - Die Nacht gehört uns (1929) instruktør Carl Froelich, med Charlotte Ander, Otto Wallburg - Der blaue Engel (1929/30) instruktør Josef von Sternberg, med Marlene Dietrich, Emil Jannings, Kurt Gerron - Der Greifer (1930) instruktør Richard Eichberg, med Charlotte Susa, Eugen Burg - Hans in allen Gassen (1930) instruktør Carl Froelich, med Camilla Horn, Gustav Diessl - Bomben auf Monte Carlo (1931) instruktør Hanns Schwarz, med Heinz Rühmann, Anna Sten, Peter Lorre - Der Draufgänger (1931) instruktør Richard Eichberg, med Martha Eggerth, Leonard Steckel - Der weiße Dämon (1932) instruktør Kurt Gerron, med Gerda Maurus, Peter Lorre - Der Sieger (1932) instruktør Hans Hinrich og Paul Martin, med Käthe von Nagy - Quick (1932) instruktør Robert Siodmak, med Lilian Harvey, Paul Hörbiger - F.P.1 antwortet nicht (1932) instruktør Karl Hartl, med Sybille Schmitz, Paul Hartmann, Peter Lorre - Heut kommt's drauf an (1933) instruktør Kurt Gerron, med Luise Rainer, Oscar Karlweis - Ein gewisser Herr Gran (1933) instruktør Gerhard Lamprecht, med Albert Bassermann, Walter Rilla, Olga Tschechowa - Flüchtlinge (1933) instruktør Gustav Ucicky, med Käthe von Nagy, Eugen Klöpfer, Veit Harlan | - Gold (1934) instruktør Karl Hartl, med Brigitte Helm, Friedrich Kayssler, Lien Deyers - Peer Gynt (1934) instruktør Fritz Wendhausen, med Lucie Höflich, Marieluise Claudius, Olga Tschechowa - Henker, Frauen und Soldaten (1935) instruktør Johannes Meyer, med Charlotte Susa, Aribert Wäscher - Varieté (1935) instruktør Nicolas Farkas, med Annabella, Attila Hörbiger - Savoy-Hotel 217 (1936) instruktør Gustav Ucicky, med Brigitte Horney, Rene Deltgen, Käthe Dorsch - Die gelbe Flagge (1937) instruktør Gerhard Lamprecht, med Olga Tschechowa, Dorothea Wieck, Rudolf Klein-Rogge - Der Mann, der Sherlock Holmes war (1937) instruktør Karl Hartl, med Heinz Rühmann, Marieluise Claudius, Paul Bildt - Sergeant Berry (1938) instruktør Herbert Selpin, med Alexander Golling, Herbert Hübner - Fahrendes Volk (1938) instruktør Jacques Feyder, med Francoise Rosay, Camilla Horn - Wasser für Canitoga (1939) instruktør Herbert Selpin, med Charlotte Susa, Hilde Sessak - Ein Mann auf Abwegen (1939) instruktør Herbert Selpin, med Charlotte Thiele, Hilde Weissner - Trenck, der Pandur (1940) instruktør Herbert Selpin, med Käthe Dorsch, Sybille Schmitz, Hilde Weissner - Carl Peters (1941) instruktør Herbert Selpin, med Herbert Hübner, Fritz Odemar - Münchhausen (1942/43) instruktør Josef von Baky, med Brigitte Horney, Ilse Werner, Ferdinand Marian - Große Freiheit Nr. 7 (1943/44) instruktør Helmut Käutner, med Ilse Werner, Hans Söhnker | - ...und über uns der Himmel (1947) instruktør Josef von Baky, med Paul Edwin Roth, Lotte Koch - Föhn (1950) instruktør Rolf Hansen, med Liselotte Pulver, Adrian Hoven - Vom Teufel gejagt (1950) instruktør Viktor Tourjansky, med Willy Birgel, Lil Dagover, Heidemarie Hatheyer - Blaubart (1951) instruktør Christian-Jaque, med Cecile Aubry, Fritz Kortner - Nachts auf den Straßen (1952) instruktør Rudolf Jugert, med Hildegard Knef, Marius Goring - Jonny rettet Nebrador (1953) instruktør Rudolf Jugert, med Margot Hielscher, Peter Pasetti - Käpt'n Bay-Bay (1953) instruktør Helmut Käutner, med Bum Krüger, Lotte Koch - Auf der Reeperbahn nachts um halb eins (1954) instruktør Wolfgang Liebeneiner, med Heinz Rühmann, Gustav Knuth - Der letzte Mann (1955) instruktør Harald Braun, med Romy Schneider, Rudolf Forster, Joachim Fuchsberger - Vor Sonnenuntergang (1956) instruktør Gottfried Reinhardt, med Annemarie Düringer, Martin Held - I fidanzati della morte (1957) instruktør Romolo Marcellini, med Sylva Koscina, Rik Battaglia - Der tolle Bomberg (1957) instruktør Rolf Thiele, med Marion Michael, Gert Fröbe, Harald Juhnke - Das Herz von St. Pauli (1957) instruktør Eugen York, med Hansjörg Felmy, Gert Fröbe - Der Greifer (1958) instruktør Eugen York, med Hansjörg Felmy, Werner Peters, Horst Frank - Der Mann im Strom (1958) instruktør Eugen York, med Gina Albert, Hans Nielsen - Dreizehn alte Esel (1958) instruktør Hans Deppe, med Marianne Hoppe, Karin Dor, Werner Peters - Kein Engel ist so rein (1960) instruktør Wolfgang Becker, med Sabine Sinjen, Peter Kraus, Horst Frank |

## Sange (i udvalg)
1931
- "Das ist die Liebe der Matrosen" (from picture Bomben auf Monte Carlo)
- "Kind, du brauchst nicht weinen" (from picture Der Draufgänger)

1932
- "Flieger, grüß' mit mir die Sonne" (from picture F. P. 1 antwortet nicht)
- "Hoppla, jetzt komm' ich" (from picture Der Sieger)
- "Komm' auf die Schaukel, Luise" (from stage play Liliom)
- "Komm und spiel mit mir" (from picture Quick)

1933
- "Mein Gorilla hat 'ne Villa im Zoo" (from picture Heut kommt's drauf an)

1936
- "In meinem Herzen Schatz, da ist für viele Platz" (from picture Savoy-Hotel 217)

1937
- "Jawohl, meine Herrn" [with Heinz Rühmann] (from picture Der Mann, der Sherlock Holmes war)

1939
- "Good bye, Jonny" (from picture Wasser für Canitoga)

1944
- "La Paloma" (from picture Große Freiheit Nr. 7)
- "Auf der Reeperbahn nachts um halb eins" (from picture Große Freiheit Nr. 7)

1952
- "Kleine weiße Möwe" (from picture Käpt'n Bay-Bay)
- "Nimm mich mit, Kapitän, auf die Reise" (from picture Käpt'n Bay-Bay)

1954
- "Auf der Reeperbahn nachts um halb eins" (from picture Auf der Reeperbahn nachts um halb eins)
- "Komm auf die Schaukel, Luise" (from picture Auf der Reeperbahn nachts um halb eins)

1957
- "Das Herz von St. Pauli" (from picture Das Herz von St. Pauli)

1959
- "Mein Junge, halt die Füße still" (from picture Dreizehn alte Esel)